# Bill Fay
William (Bill) Fay, född 9 september 1943 i London, död 21 februari 2025 i London, var en brittisk sångare, pianist och låtskrivare. Fay skivdebuterade med en singel 1967 på skivbolaget Deram Records. Han albumdebuterade 1970, och gav ut ytterligare ett album på samma bolag 1971. Då albumen gick obemärkt förbi blev han av med skivkontraktet. Han spelade in ett nytt album under slutet av 1970-talet, men detta gavs aldrig ut vid tidpunkten och Fay lämnade musikbranschen. Först 2005 gavs skivan ut, och vid det laget hade en kult börjat uppstå kring Fay som beskrivits som en förlorad röst från 1970-talet. Under 2010-talet återkom han som musiker och gav ut tre helt nya studioalbum 2012, 2015 och 2020. Med 2012 års Life Is People nådde han för första gången albumlistan i Storbritannien. Albumet gästades av Jeff Tweedy från Wilco.

## Diskografi, urval
- Bill Fay (1970)
- Time of the Last Persecution (1971)
- Tomorrow, Tomorrow & Tomorrow (2005, inspelat 1978)
- Life Is People (2012)
- Who Is the Sender? (2015)
- Countless Branches (2020)